# Seznam uměleckých realizací ve veřejném prostoru na Chodově (Praha)
Seznam uměleckých realizací na Chodově v Praze 11 obsahuje tvorbu výtvarných umělců umístěnou ve veřejném prostoru v katastrálním území Chodov. Seznam je řazen podle ulic a nemusí být úplný.

## Seznam uměleckých realizací
| Název                           | Fotografie                                                                               | Lokace                                                           | Autor                                         | Rok       | Popis                                                  | Poznámka |
| ------------------------------- | ---------------------------------------------------------------------------------------- | ---------------------------------------------------------------- | --------------------------------------------- | --------- | ------------------------------------------------------ | --- |
| Leopard                         |                                                                                          | Babákova 50°2′9,53″ s. š., 14°29′14,45″ v. d.                    |                                               | 2014      | socha, laminát                                         | zahrada mateřské školy |
| Prase na procházce              | Kategorie „Prase na procházce“ na Wikimedia Commons                                      | Babákova 50°2′10,77″ s. š., 14°29′8,44″ v. d.                    | Čestmír Suška (*1952)                         | 1990      | socha; kámen, bronz                                    | exteriér |
| Holubice                        | Kategorie „Holubice (Marie Učíková)“ na Wikimedia Commons                                | Blažimská 50°2′27,09″ s. š., 14°29′44,75″ v. d.                  | Marie Učíková                                 | 1979      | socha, mramor                                          | volný prostor |
| Vlny života                     | Kategorie „Vlny života (Jaroslav Vacek)“ na Wikimedia Commons                            | Blažimská 3141/8 50°2′32,46″ s. š., 14°29′39,83″ v. d.           | Jaroslav Vacek (1923–2012)                    | 1987      | socha, umělý kámen                                     | volný prostor |
| Keramický obklad výdechu garáží | Kategorie „Keramický obklad výdechu garáží (Brandlova)“ na Wikimedia Commons             | Brandlova 50°1′59,49″ s. š., 14°30′59,17″ v. d.                  | Aleš Werner (*1952)                           | 1985      | obklad, glazovaná keramika                             | vnitroblok |
| Mikrosvět (Alfa)                | Kategorie „Mikrosvět (Bernard d´Ambros)“ na Wikimedia Commons                            | Donovalská 1684/40 50°2′12,12″ s. š., 14°30′13,91″ v. d.         | Bernard d'Ambros (*1943)                      | 1985–1988 | socha, mramor                                          | park před základní školou |
| Kovové květy                    | Kategorie „Kovové květy (Milan Míšek)“ na Wikimedia Commons                              | Donovalská 1725/47 50°2′7,76″ s. š., 14°30′0,6″ v. d.            | Milan Míšek                                   | 1977      | plastika, korozivzdorná ocel                           | fasáda distribučního centra |
| Kašna s fontánkou a jezírkem    | Kategorie „Kašna s fontánkou a jezírkem (Horní Roztyly)“ na Wikimedia Commons            | Gregorova 2115/10 50°2′4,59″ s. š., 14°28′35,75″ v. d.           | Martin Ceplecha (*1954) arch. Josef Klika     | 1989      | fontána; kov, kámen                                    | areál bývalé Cestovní kanceláře mládeže SSM                                                                                           |
| Sedící dívka                    | Kategorie „Sedící dívka (Vladimír Kýn)“ na Wikimedia Commons                             | Hněvkovského 50°2′0,05″ s. š., 14°31′9,37″ v. d.                 | Vladimír Kýn (1923–2004)                      | 1989–1996 | socha, travertin                                       | volný prostor |
| Faun                            | Kategorie „Faun (Petr Trmač)“ na Wikimedia Commons                                       | Jírovcovo náměstí 50°1′29,4″ s. š., 14°29′31,84″ v. d.           | Petr Trmač (*1954)                            | 1984      | socha, mramor, nerez                                   | volný prostor |
| Kvetoucí země                   | Kategorie „Rozkvetlá Země (Josef Vajce)“ na Wikimedia Commons                            | Jírovcovo náměstí 50°1′30,44″ s. š., 14°29′30,59″ v. d.          | Josef Vajce (1937–2011)                       | 1985      | socha; travertin, bronz                                | volný prostor |
| Země                            | Kategorie „Země (Jiří Kryštůfek)“ na Wikimedia Commons                                   | Jírovcovo náměstí 50°1′29,32″ s. š., 14°29′33,71″ v. d.          | Jiří Kryštůfek (1932–2014)                    | 1986      | socha, trachyt                                         | volný prostor |
| Obelisk                         | Kategorie „Obelisk (Kaplanova)“ na Wikimedia Commons                                     | Kaplanova 2056/6 50°1′59,82″ s. š., 14°29′20,43″ v. d.           | neuveden                                      | 1989–1992 | kámen, sklo                                            | nad kruhovým objezdem, do roku 2008 přístupné po cestě                                                                                |
| Dynamický růst                  | Kategorie „Dynamický růst (Miroslav Jirava)“ na Wikimedia Commons                        | Klapálkova 50°2′35,47″ s. š., 14°29′47,39″ v. d.                 | Miroslav Jirava (1931-2002)                   | 1987      | socha; beton, umělý kámen                              | pro bytové jednotky na sídlišti Košík                                                                                                 |
| The London Booster              | Kategorie „London Booster by David Černý“ na Wikimedia Commons                           | Klíčova 50°2′16,95″ s. š., 14°29′52,6″ v. d.                     | David Černý (*1967)                           | 2012      | mobilní plastika; kov, laminát                         | navrženo pro Letní olympijské hry v Londýně roku 2012, kde bylo umístěno před Českým domem                                            |
| Oskar                           | Kategorie „Oskar (Jaroslav Róna)“ na Wikimedia Commons                                   | Kloboukova 50°2′12,71″ s. š., 14°29′3,57″ v. d.                  | Jaroslav Róna (*1957)                         | 1991      | socha; pálená hlína; 300x250x250 cm                    | Roztyly, vnitroblok |
| Kvestorka                       |                                                                                          | Květnového vítězství 57/17 50°2′3,1″ s. š., 14°30′18,05″ v. d.   | Olbram Zoubek (1926–2017)                     | 2002      | socha; bronz                                           | Základní škola Květnového vítězství                                                                                                   |
| Sova                            | Kategorie „Sova (Václav Frydecký)“ na Wikimedia Commons                                  | Květnového vítězství 1554/54 50°2′5,02″ s. š., 14°31′5,15″ v. d. | Václav Frydecký (1931–2011)                   | 1985      | socha; bronz, růžová žula                              | park před základní školou |
| Geometrické tvary               | Kategorie „Geometrické tvary (Jan Bartoš)“ na Wikimedia Commons                          | Květnového vítězství 2023/2 50°1′57,57″ s. š., 14°30′7,95″ v. d. | Jan Bartoš (*1947)                            | 1987      | socha, slitiny železa a neželezné kovy                 | na rohu ulic Květnového vítězství a Türkova                                                                                           |
| Metamorfózy roku                | Kategorie „Metamorfózy roku (Ellen Jilemnická)“ na Wikimedia Commons                     | Ledvinova 50°2′5,7″ s. š., 14°29′54,94″ v. d.                    | Ellen Jilemnická (*1946)                      | 1998      | sochy, pískovec                                        | u Chodovské tvrze |
| Sluneční vůz                    |                                                                                          | Ledvinova 50°2′6,02″ s. š., 14°29′53,55″ v. d.                   | Ivan Jilemnický (1944–2012)                   | 1998      | socha, pískovec                                        | u Chodovské tvrze |
| Reliéf "Vodní tvrz Chodov"      | Kategorie „Reliéf Vodní tvrz Chodov (Adolf Havelka)“ na Wikimedia Commons                | Ledvinova 86/9 50°2′5,13″ s. š., 14°29′56″ v. d.                 | Adolf Havelka (1930-2015)                     | 1989      | reliéf, bronz                                          | Chodovská tvrz |
| Památník svobody                | Kategorie „Památník svobody (Chodov)“ na Wikimedia Commons                               | Ledvinova 50°2′7,11″ s. š., 14°29′50,8″ v. d.                    | Josef Vajce (1937–2011)                       | 2010      | carrarský mramor                                       | odhaleno 30. září; u Chodovské tvrze                                                                                                  |
| Kladina                         | Kategorie „Kladina (Jaroslav Hladký)“ na Wikimedia Commons                               | Mikulova 1594/4 50°1′47,17″ s. š., 14°30′48,41″ v. d.            | Jaroslav Hladký (*1942)                       | 1985      | socha, bronz                                           | základní škola, zvaná také "Nafoukaná"                                                                                                |
| Otázka a odpověď                | Kategorie „Otázka a odpověď (Ivan Waulin)“ na Wikimedia Commons                          | Na Sádce 50°1′50″ s. š., 14°30′16,41″ v. d.                      | Ivan Waulin (1939–1979)                       | 1979      | reliéf, bronz                                          | na bývalé telefonní ústředně |
| Oko a duch                      | Kategorie „Oko a duch (Václav Frömmel)“ na Wikimedia Commons                             | Na Sádce 50°1′55,58″ s. š., 14°30′9,57″ v. d.                    | Václav Frömmel (*1974)                        | 2005      | socha; kov, sklo                                       | zahrada fary u kostela svatého Františka z Assisi                                                                                     |
| Nepolapitelná                   | Kategorie „Nepolapitelná (Lukáš Rittstein)“ na Wikimedia Commons                         | Pošepného náměstí 50°1′51,63″ s. š., 14°28′50,4″ v. d.           | Lukáš Rittstein (*1973)                       | 2001      | socha; beton, nerez, ocel, laminát; 308 x 350 x 400 cm | 12. října 2001 osazeno v areálu Městského archivu Chodovec při příležitosti jeho 150. výročí; přeneseno ke škole na Pošepného náměstí |
| Rak                             | Kategorie „Rak (Petr Trmač)“ na Wikimedia Commons                                        | Pošepného náměstí 50°1′55,6″ s. š., 14°28′56,64″ v. d.           | Petr Trmač (*1954)                            | 1988      | fontána; mramor, nerez                                 | volný prostor |
| Slunce                          | Kategorie „Slunce (Josef Vajce)“ na Wikimedia Commons                                    | Pošepného náměstí 50°1′55,94″ s. š., 14°28′55,08″ v. d.          | Josef Vajce (1937–2011)                       | 1988      | socha, vápenec                                         | Volný prostor |
| Vzduchoplavec                   | Kategorie „Vzduchoplavec (Jiří Kryštůfek)“ na Wikimedia Commons                          | Pošepného náměstí 50°1′56,8″ s. š., 14°28′53,39″ v. d.           | Jiří Kryštůfek (1932–2014)                    | 1988      | socha, bronz                                           | volný prostor |
| Budovatel metra                 | Kategorie „Budovatel metra (František Radvan)“ na Wikimedia Commons                      | Roztylská 50°1′51,02″ s. š., 14°29′31,99″ v. d.                  | František Radvan (*1922)                      | 1980      | socha, bronz                                           | Metro C-Chodov, poblíž vstupu |
| Plastické řešení atria (†)      |                                                                                          | Roztylská 50°1′51,07″ s. š., 14°29′31,32″ v. d.                  | Alena Kroupová (1926–2002)                    | 1980      | fontána, mobiliář; keramika                            | Metro C-Chodov, před vstupem, zaniklo při výstavbě v okolí                                                                            |
| Zdraví (Tvary)                  | Kategorie „Tvary (Petr Trmač)“ na Wikimedia Commons                                      | Šustova 50°1′39,89″ s. š., 14°29′23,31″ v. d.                    | Petr Trmač (*1954)                            | 1986      | socha, umělý kámen                                     | před poliklinikou |
| Plastika                        |                                                                                          | Šustova 1930/2 50°1′40,87″ s. š., 14°29′22,83″ v. d.             |                                               |           | socha                                                  | atrium polikliniky |
| Busta Miloslava Švandrlíka      | Kategorie „Bust of Miloslav Švandrlík“ na Wikimedia Commons                              | Švandrlíkovo náměstí 50°1′48,54″ s. š., 14°30′1,45″ v. d.        | Miroslav Pangrác (1924–2012)                  | 2010      | busta, fosforbronz                                     | odhaleno 14. října; exteriér |
| Plastika                        | Kategorie „Mramorová plastika pro STK (Milada Othová, Antonín Oth)“ na Wikimedia Commons | Türkova 1001/9 50°2′18,59″ s. š., 14°29′25,56″ v. d.             | Milada Othová (*1944) Antonín Oth (1933–2014) | 1978      | socha, mramor                                          | pro stanici technické kontroly ÚSMD                                                                                                   |
| Fontána se skleněnou plastikou  | Kategorie „Fontána se skleněnou plastikou (Vladimír Procházka)“ na Wikimedia Commons     | Türkova 50°2′12,13″ s. š., 14°29′33,3″ v. d.                     | Vladimír Procházka (*1947)                    | 2003      | fontána, sklo                                          | exteriér |
| Spirála                         | Kategorie „Spirála (Türkova 20)“ na Wikimedia Commons                                    | Türkova 50°2′21,74″ s. š., 14°29′30,5″ v. d.                     | neuveden                                      |           | kov                                                    | park |
| Kočička                         | Kategorie „Kočička (Alena Kroupová)‎“ na Wikimedia Commons                                | V Benátkách 1751/4 50°1′59,24″ s. š., 14°29′50,88″ v. d.         | Alena Kroupová (1926–2002)                    | 1985      | socha, glazovaná keramika                              | mateřská škola, zahrada |
| Rodina                          | Kategorie „Rodina (ceramic statues, V Benátkách 4)‎“ na Wikimedia Commons                 | V Benátkách 1751/4 50°1′57,71″ s. š., 14°29′52,66″ v. d.         | Alena Kroupová (1926–2002)                    | 1985      | socha, glazovaná keramika                              | mateřská škola, zahrada |
| Pítko                           | Kategorie „Pítko na Chodově (Vejvanovského)“ na Wikimedia Commons                        | Vejvanovského 50°1′51,31″ s. š., 14°31′9,81″ v. d.               | Jan Hendrych (*1936)                          | 1980–1989 | fontána; kov, kámen                                    | vnitroblok mezi ulicemi Vejvanovského a Michnova                                                                                      |
| Rodina                          | Kategorie „Rodina (Antonín Bartoš)“ na Wikimedia Commons                                 | Ženíškova 50°2′0,05″ s. š., 14°30′42,98″ v. d.                   | Antonín Bartoš (*1933)                        | 1987      | socha; keramika, beton                                 | na klidové zóně bytových jednotek ministerstva vnitra                                                                                 |